# Ancistrus bolivianus
Ancistrus bolivianus är en fiskart som först beskrevs av Steindachner, 1915.  Ancistrus bolivianus ingår i släktet Ancistrus och familjen Loricariidae. Inga underarter finns listade i Catalogue of Life.